# Dušan Medvecký
Dušan Medvecký (* 29. listopadu 1964 Karviná) je bývalý československý basketbalista, účastník kvalifikace pro mistrovství Evropy 1995, dvakrát vicemistr Československa (1986, 1987) a mistr České republiky 1999. Má syna Michaela  (* 1993). 
V basketbalové lize v letech 1984 až 2000 hrál celkem 15 sezón, z toho v československé basketbalové lize 9 sezón. Hrál za družstva NHKG Ostrava, RH Pardubice a BK Nový Jičín. S NHKG Ostrava získal dvakrát titul vicemistra Československa (1986, 1987), s BK Nový Jičín získal titul mistra České republiky (1999), vicemistra (1998) a třetí místo (1997). V historické střelecké tabulce basketbalové ligy Československa (od sezóny 1962/63 do 1992/93) je na 46. místě s počtem 4030 bodů. V sezóně 1993-1994 hrál 2. německou ligu za klub TV Tübingen.
Hrál v 10 ročnících (56 zápasů) evropských klubových pohárů v basketbale, z toho 4 ročníky (26 zápasů) s NHKG Ostrava a 6 ročníků (30 zápasů) s BK Nový Jičín. V 5 ročnících (34 zápasů) Poháru vítězů pohárů největším úspěchem byla účast ve čtvrtfinálové skupině v sezóně 1986-87. V 5 ročnících (22 zápasů) FIBA Poháru Korač největším úspěchem byla účast ve čtvrtfinálové skupině v sezóně 1982-83 s NHKG Ostrava.
Za reprezentační družstvo Československa v letech 1985-1987 odehrál 54 utkání. Za českou basketbalovou reprezentaci hrál v kvalifikaci na Mistrovství Evropy 1995, v semifinálové části ve skupině D skončila Česká republika na 4. místě a nepostoupila na ME 1995.
Od ledna 2010 byl asistentem trenéra ligového týmu NH Ostrava a od sezóny 2011/2012 je hlavním trenérem týmu, s nímž v roce 2013 získal bronzovou medaili za 3. místo v České basketbalové lize a byl vyhlášen nejlepším trenérem roku 2013 v Mattoni NBL.

## Hráčská kariéra

### Kluby -liga
- 1984-1990 NHKG Ostrava - 2× vicemistr Československa (1986, 1987), 2× 4. místo (1985, 1990), 5. místo (1989), 8. místo (1988)
- 1990-1991 RH Pardubice - 6. místo (1991)
- 1991-1993 NHKG Ostrava - 6. místo (1992), 10. místo (1993)
- 1993-1994 TV Tübingen (2. liga Jih, Německo) - 2. místo 1994
- 1994-2000 BK Nový Jičín - mistr České republiky (1999), vicemistr Československa (1998), 3. místo (1997), 3× 4. místo (1995, 1996, 2000)
- Československá basketbalová liga celkem 9 sezón (1984-1993), 4030 bodů (46. místo) a 2 medailová umístění - 2× 2. místo
- Česká basketbalová liga celkem 6 sezón (1994-2000) a 3 medailová umístění - 1× 1. místo, 1× 2. místo 1× 3. místo

All-Star zápasy české basketbalové ligy
- účast ve 2 ročnících (1995, 1996) a 2. místo v soutěži ve střelbě trojek (1996)

Evropské poháry klubů
- Pohár vítězů pohárů - 5 ročníků, 34 zápasů
  - NHKG Ostrava - účast 2 ročníky, celkem 12 zápasů
    - 1984-85 2 zápasy - osmifinále: UBSC Landis&Gyr Vídeň, Rakousko (118-93, 68-94) vyřazeni rozdílem jednoho bodu ve skóre
    - 1986-87 10 zápasů - 4. místo ve čtvrtfinálové skupině A: CSKA Moskva, Joventut Badalona (Španělsko), ASVEL Villeurbanne Lyon (Francie).

  - BK Nový Jičín - účast 3 ročníky - celkem 22 zápasů
    - 1995-96 2 zápasy - 1. kolo: vyřazeni SSV Ratiopharm Ulm, Německo
    - 1998-99 10 zápasů - 6. místo ve skupině B: KK MZT Skopje (Makedonie), Türk Telekom SK Ankara (Turecko), KK Split (Chorvatsko), BK Slovakofarma Pezinok, Cholet Basket (Francie)
    - 1999-2000 10 zápasů (2-8) - 6. místo ve skupině B: KK Radnički Bělehrad, KK Sakalai Vilnius (Litva), Torpan Pojat Helsinki (Finsko), Frankfurt Skyliners (Německo), KK Krka Novo Mesto (Slovinsko)

- FIBA Pohár Korač - 5 ročníků, 22 zápasů
  - NHKG Ostrava - účast 2 ročníky, celkem 14 zápasů
    - 1982-83 10 zápasů - 4. místo ve čtvrtfinálové skupině A (0-6): Banco di Roma Virtus (Itálie), Limoges CSP (Francie), KK Crvena Zvezda Bělehrad
    - 1987-88 4 zápasy - 2. kolo vyřazeni Dietor Virtus Bologna (Itálie)

  - BK Nový Jičín - 3 ročníky, celkem 8 zápasů
    - 1993-94 4 zápasy - 2. kolo vyřazeni Olympique Antibes Basket (Francie)
    - 1994-95 2 zápasy - 1. kolo vřyzeni KK Franck Dona Záhřeb (Chorvatsko (102-101, 70-73), rozdíl 2 bodů ve skóre
    - 1996-97 2 zápasy - předkolo vyřazeni BC Echo Houthalen (Belgie)

### Československo
- 1985-1987 - za reprezentační družstvo Československa 54 utkání
- 1993-1994 - kvalifikace na Mistrovství Evropy 1995 - semifinálová část (32 bodů /5 zápasů)

## Trenér
- NHKG Ostrava - 3. místo (2013), 5. místo (2011 - asistent trenéra), 7. místo (2012), 8. místo (2004)
- nejlepší trenér v Mattoni NBL sezóny 2002-2013[3]